# Kislevelű nőszőfű
A kislevelű nőszőfű (Epipactis microphylla) a kosborfélék családjába tartozó, bükkösökben-tölgyesekben előforduló, nem feltűnő növényfaj.

## Megjelenése
A kislevelű nőszőfű 10–45 cm magas, lágyszárú, évelő növény. Szára egyenesen felálló, nem elágazó és (akárcsak a magház és a külső lepellevelek) sűrűn, fehéren szőrös-molyhos. Színe világoszöld, szürke vagy lilás. 3-5 lomblevele 1–5 cm hosszú, 0,5-1,5 cm széles molyhosak, keskenyen lándzsásak vagy tojásdad alakúak, ép szélűek, száron ülőek. Rövidebbek mint a szártagok.
Május-júniusban nyílik. Virágzata laza fürtöt alkot, amelyben a 3-20 virág többé-kevésbé egy irányba néz. 5–10 mm-es, vaníliaillatú virágai nem feltűnőek, a lepellevelek (szirmok) és a mézajak is zöldes színű. A külső lepellevelek 7–9 mm hosszúak, 3–5 mm szélesek, enyhén ibolyás árnyalatúak lehetnek. A belső lepellevelek tojásdadok, 6–8 mm hosszúak, 3–4 mm szélesek. A mézajak külső tagja (epichil) szív alakú, fogazott szélű, világoszöld, rajta ráncozott képlet látható. Belső tagja (hypochil) termeli a nektárt, színe kívül fehéres vagy rózsás, belül zöldes.
Termése 13–18 mm hosszú, 5–7 mm vastag toktermés, amelyben 3000-4800 igen apró mag található.

## Elterjedése
Európában, Kis-Ázsiában, a Kaukázusban és Észak-Iránban honos. A Brit-szigetekről és Skandináviából hiányzik. Elterjedésének déli határa kb. a Spanyolország-Szicília-Görögország-Kis-Ázsia-Kaukázus vonalat követi. Magyarországon főleg hegy- és dombvidéki erdőkben található meg, síksági állományai csak 13%-ot tesznek ki. Viszonylag gyakori az Északi-középhegységben és a Dunántúli-középhegységben, valamint a Mecsekben. Szórványos állományai előfordulnak a Duna-Tisza-közén és a Kőszegi-hegységben; a Tiszántúlon és a Kisalföldön egy-két előfordulása ismert.   

## Életmódja
Bükkösökben, tölgyesekben, ligeterdőkben, karsztbokorerdőkben, erdőszéleken található meg. Inkább mészkedvelő, élőhelyein a talaj kémhatása pH 5,2-7,9 (átlag 7,1) között változott. A többi kosborhoz hasonlóan gombákkal gyökérkapcsolt, viszont egyes fajoktól eltérően gyökereinek sejtjeiben mindig található gomba. Ismertek klorofillhiányos, tápanyaggal kizárólag a szimbionta által ellátott példányai. Elsősorban a Tuber gombanemzetség (ide tartoznak a szarvasgombák), kisebb mértékben a Pezizales rend egyéb fajait részesíti előnyben. A gombák emellett fák gyökereivel is kapcsolatban állhatnak, így a tápanyag végső soron a fáktól származik.
Hajtásai májusban jelennek meg. Május vége, július eleje között virágzik, átlagos középnapja június 19. Magvai július végére, augusztusra érnek be. Rovarok porozzák be, de szükség esetén önmegporzásra is képes. Előfordulnak csak ezen az úton szaporodó, kleisztogám állományai. Virágai 50-75% arányban érlelnek termést. Közeli rokonaival, a széleslevelű (E. helleborine) és a vörösbarna nőszőfűvel (E. atrorubens) hibridizálódhat, utóbbit (E. x graberi) Magyarországon is megfigyelték.   

## Természetvédelmi helyzete
A kislevelű nőszőfű nem szerepel a Természetvédelmi Világszövetség Vörös listáján. Magyarországon eddig összesen 246 állományát térképezték fel, amelyek közül 217 1990 után is ismert; visszaszorulása 12%-os. Teljes hazai egyedszáma néhány tízezerre becsülhető. 1988 óta védett, természetvédelmi értéke 10 000 Ft.

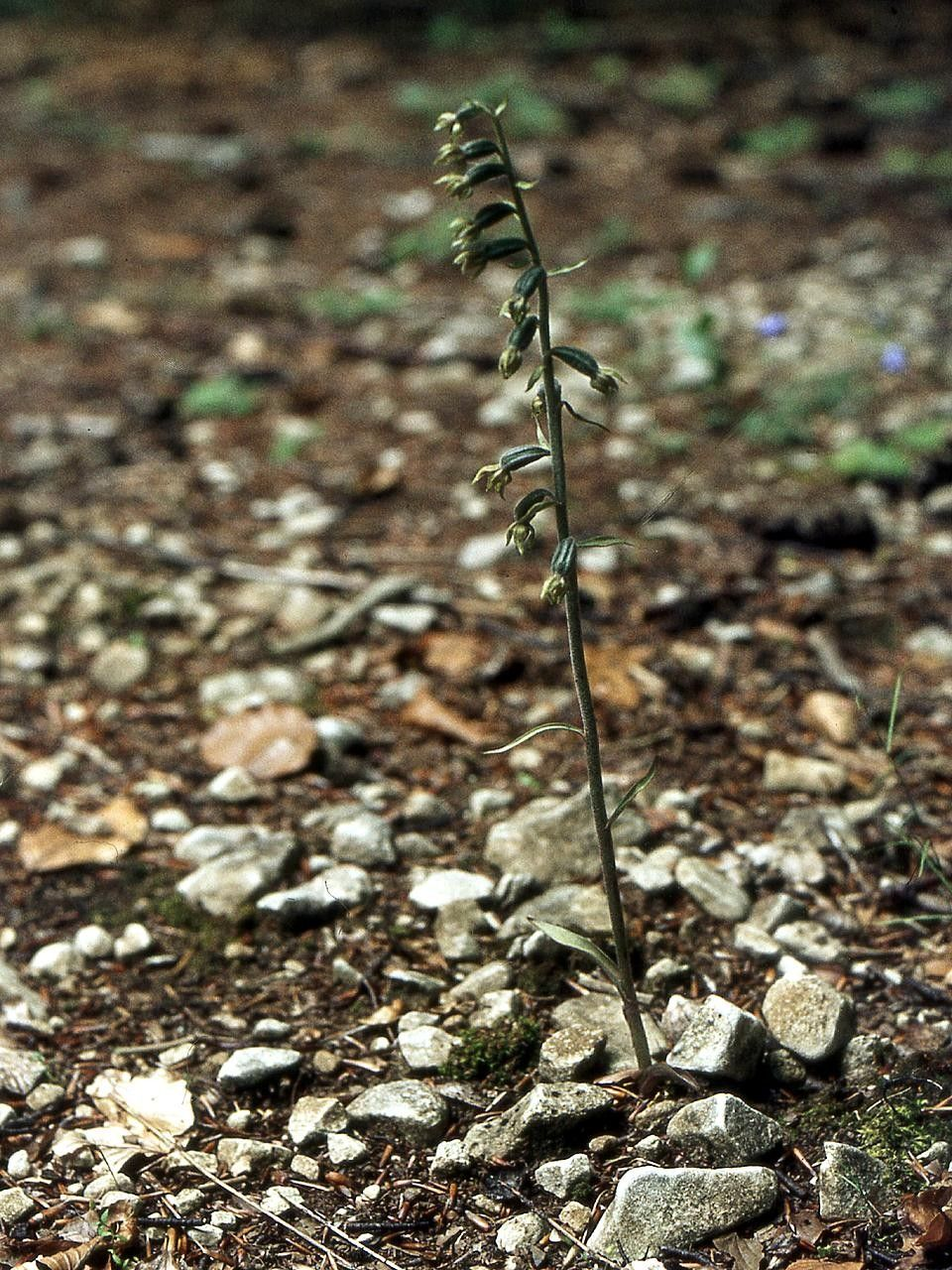
Virágzó növény
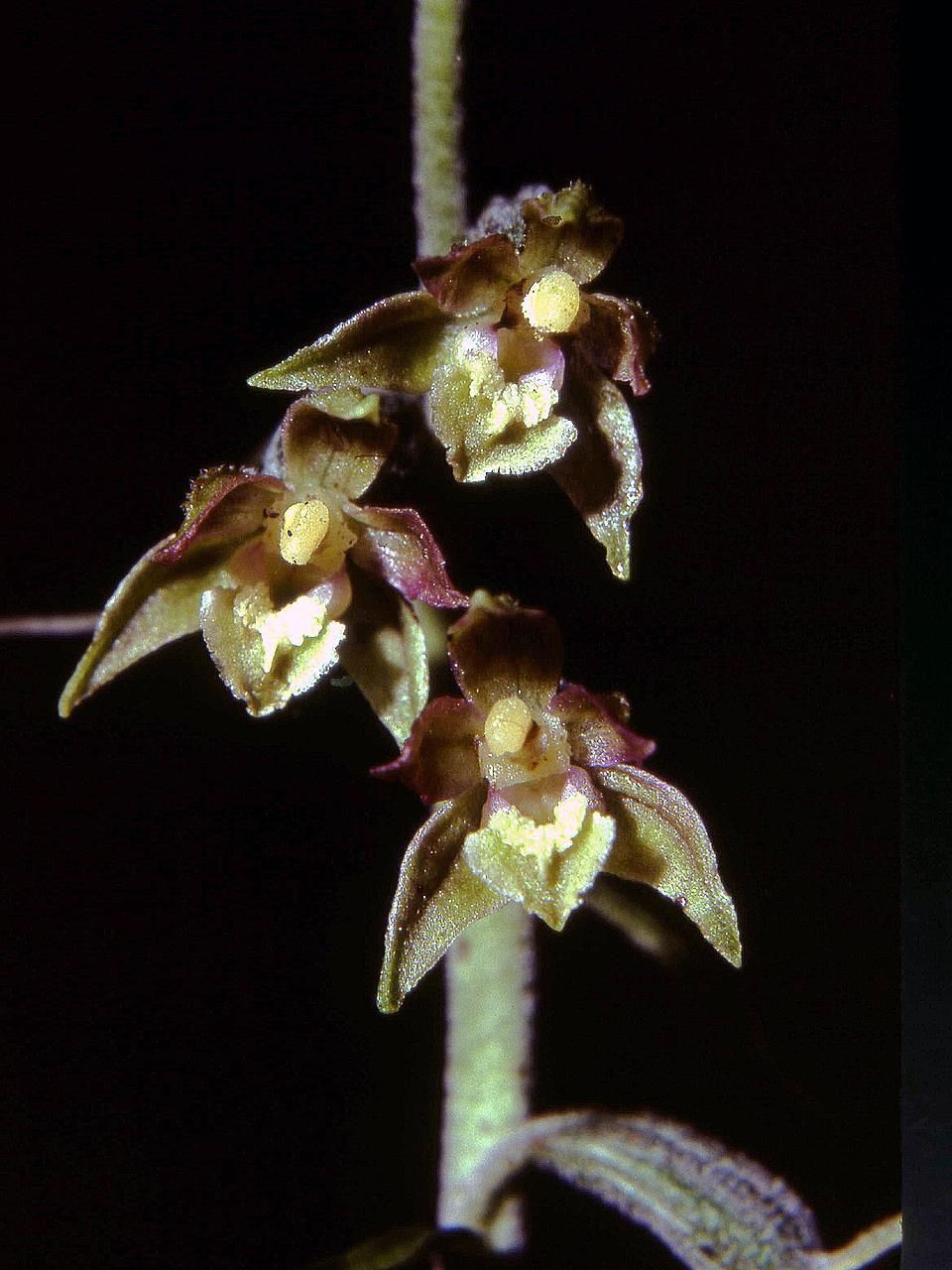
Virág közelről
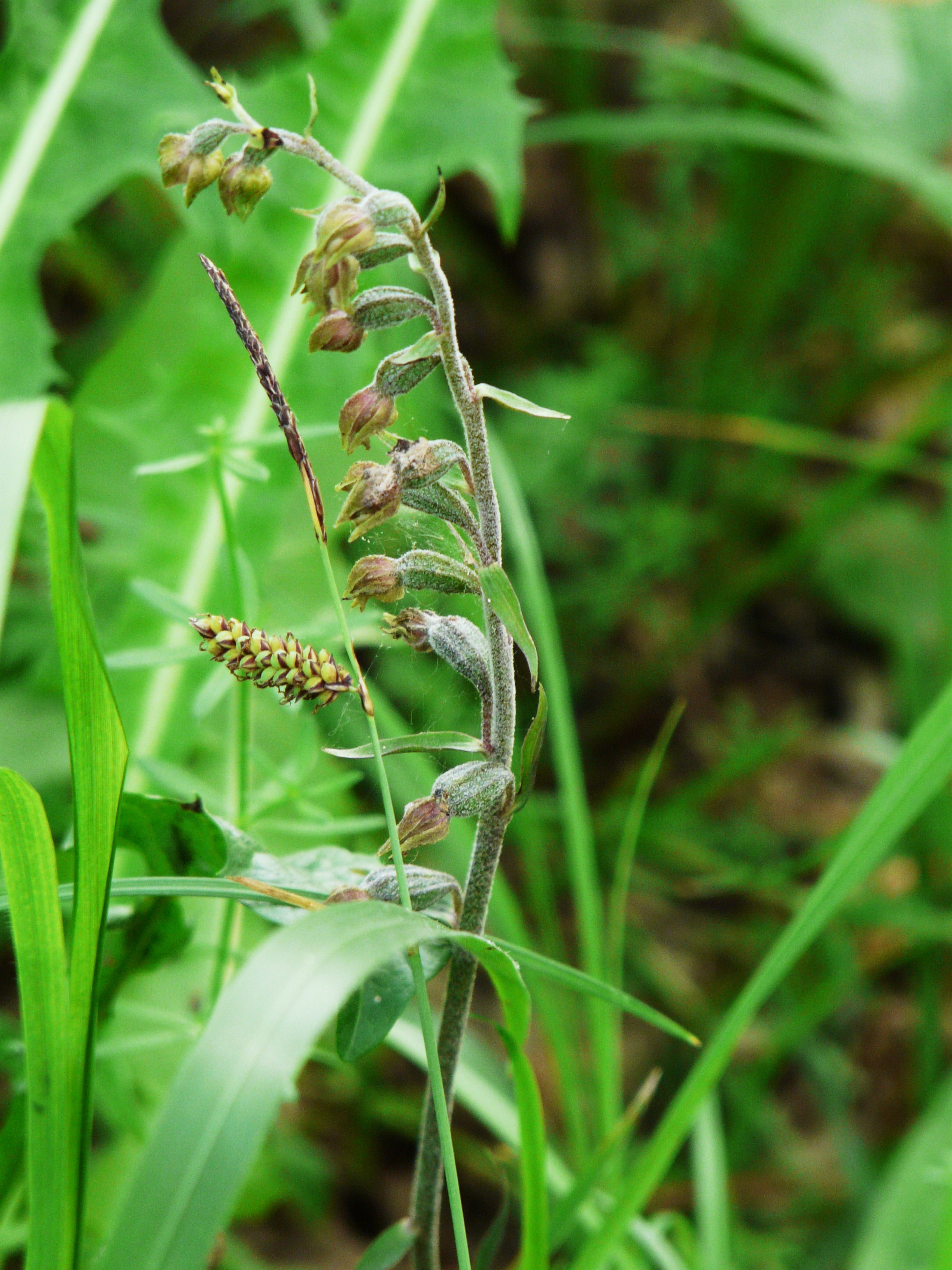
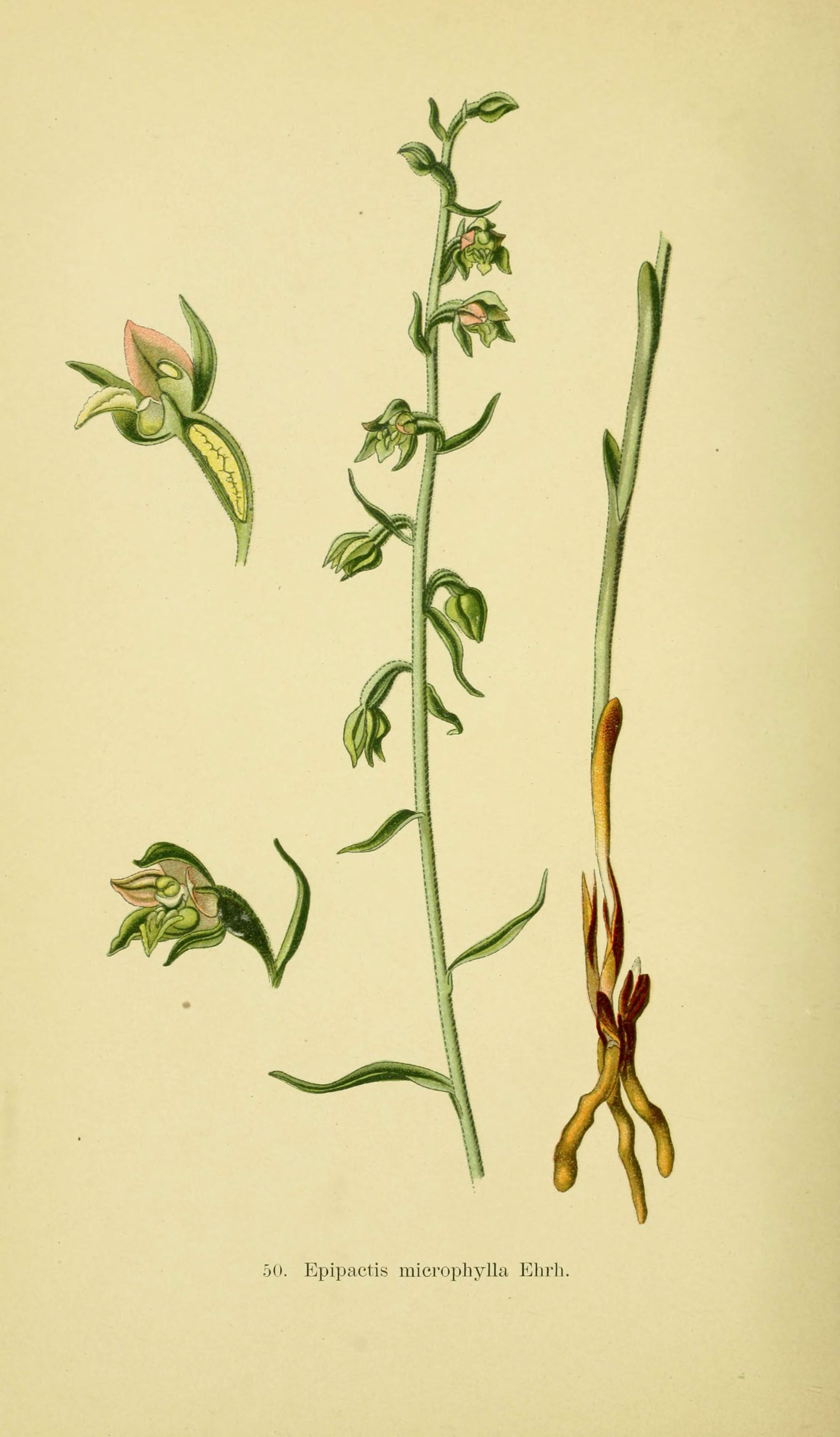
1904-es ábrázolása a Németország kosborfajait bemutató könyvben